# Квест (шлюзова камера)

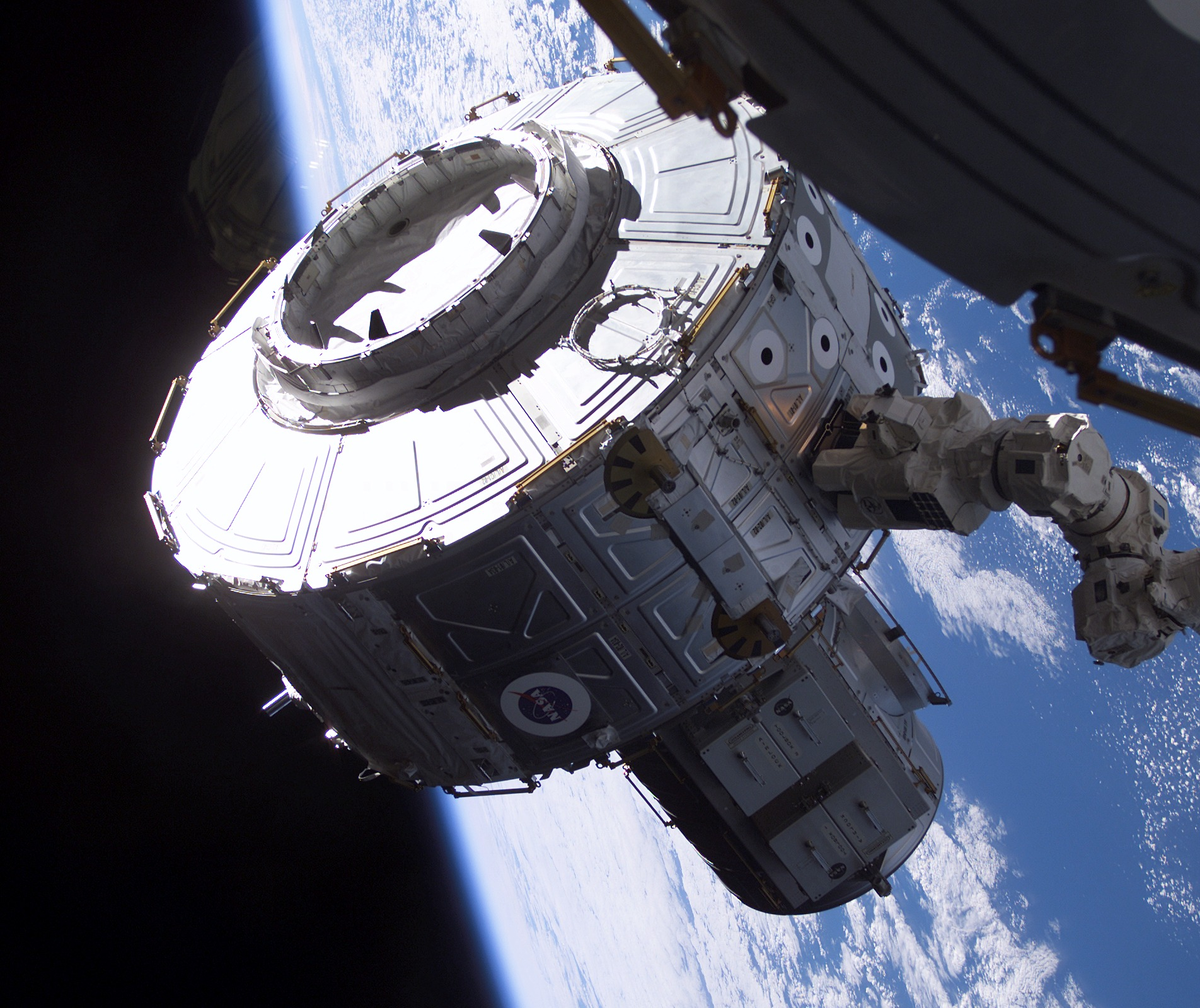
Шлюзовой відсік «Квест»

Шлюзовий відсік «Квест»  (англ. Quest Joint Airlock) або Спільний Шлюзовий Модуль (англ. Joint Airlock Module) міжнародної космічної станції, американського сегмента МКС. Основний шлюз на МКС для виходу у відкритий космос. Був розроблений для використання двох типів скафандрів: російського виробництва «Орлан» і американського виробництва EMU (англ. Extravehicular Mobility Unit). Був доставлений на МКС шаттлом Атлантіс, експедицією STS-104, 14 липня 2001 і встановлений на правий стикувальний порт модуля «Юніті».

## Будова

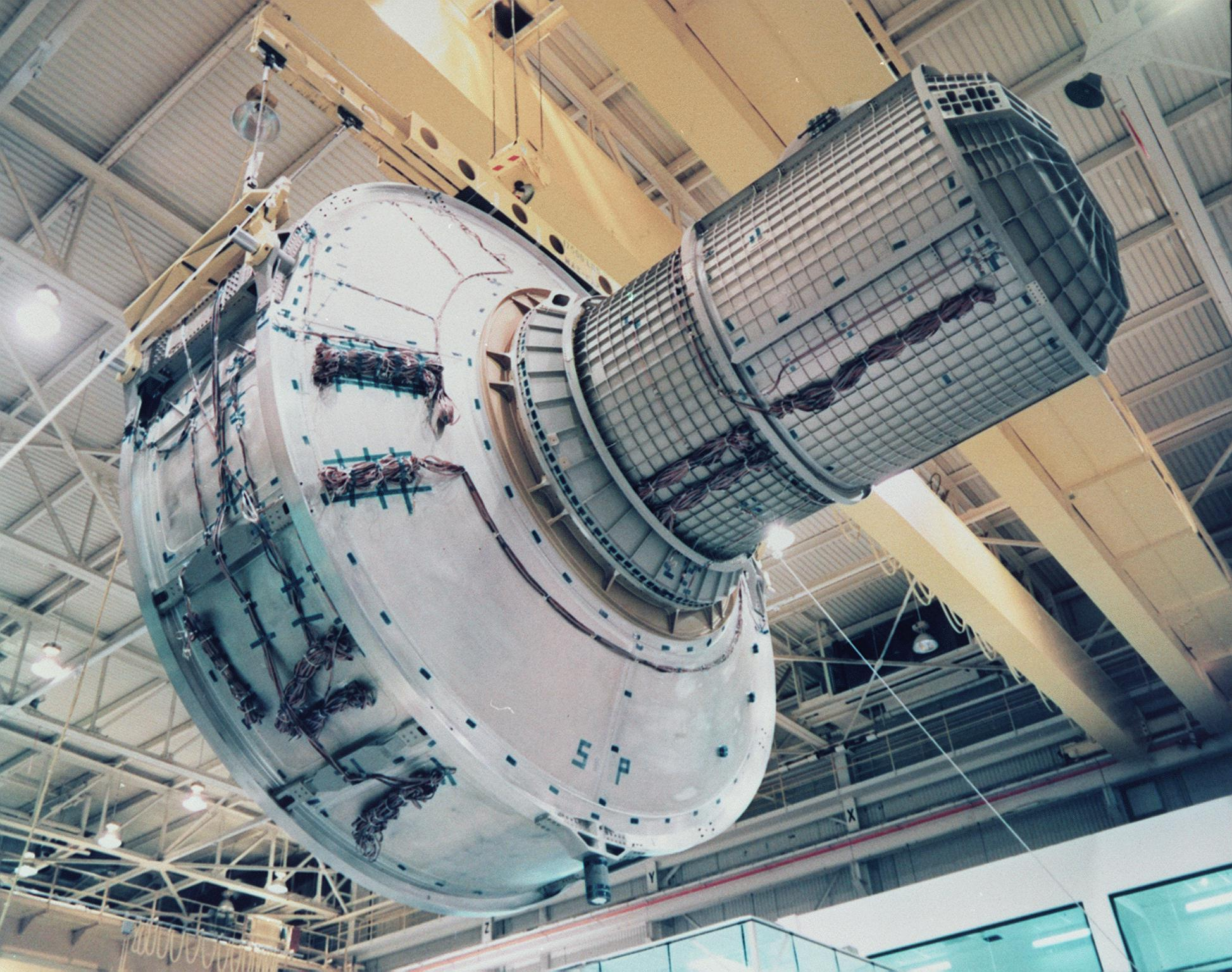
1997 рік: Модуль «Квест» на Землі, у складальному цеху Центру космічних польотів ім. Маршалла

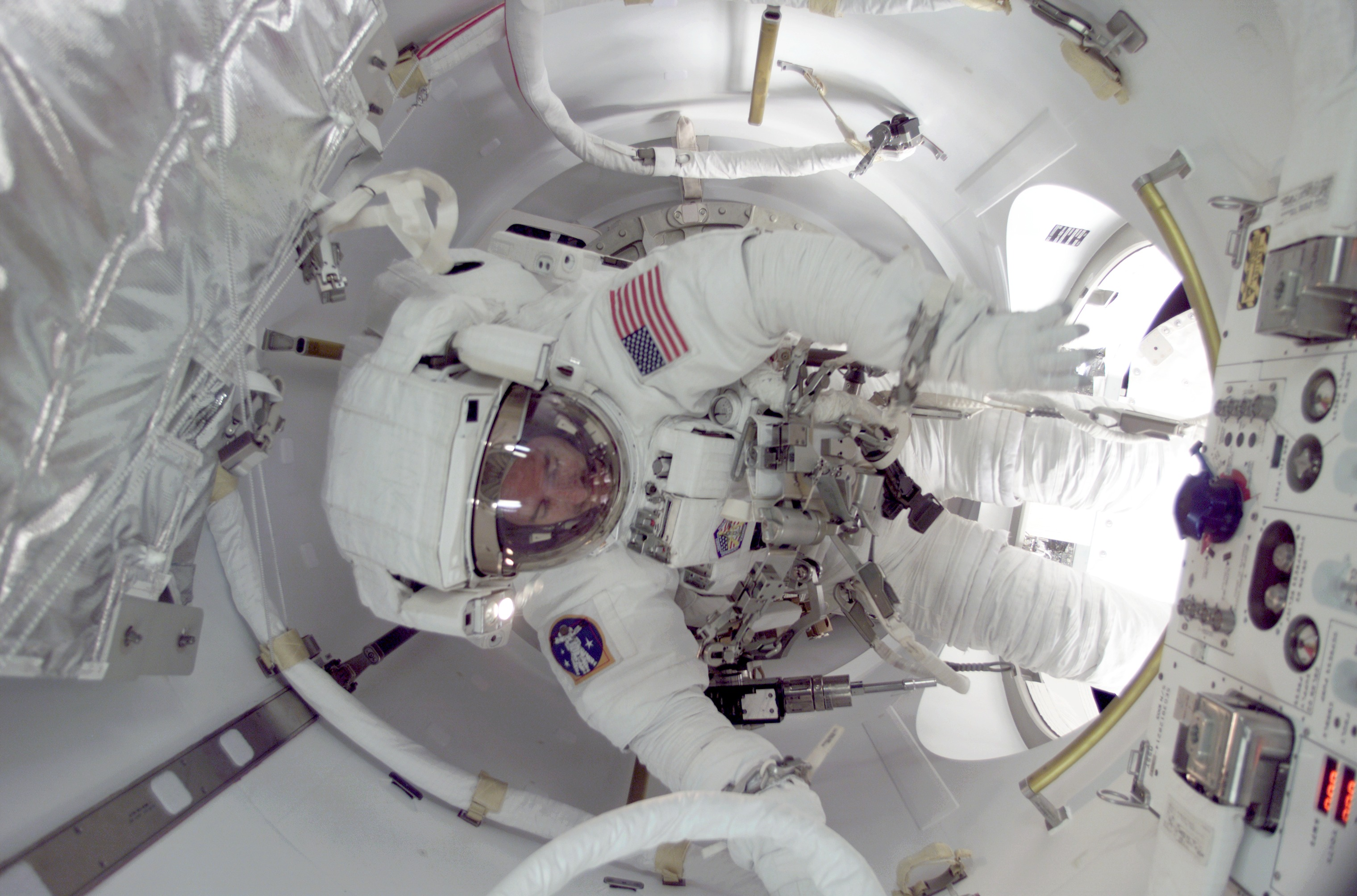
Джеймс Ф. Райлі під час підготовки до першого виходу в космос зі шлюзу «Квест» в липні 2001 року.

Модуль «Квест» складається з двох сегментів: «камера устаткування», в якій зберігаються скафандри і різна апаратура, і «камера екіпажу» з якої космонавти можуть виходити в космос. Модуль був виготовлений на основі аналогічного пристрою, застосовуваного в шаттлах, хоча і з дуже значними доробками. Зокрема, було приділено серйозну увагу кількості повітря, що втрачається під час шлюзування.
У модулі передбачені кріплення для чотирьох балонів високого тиску, два з яких містять кисень, а два інші — азот. Стійка з балонами закріплена із зовнішнього боку модуля. Всі компоненти виконані з алюмінію.
Модуль використовується як джерело атмосферного газу, система подачі якого перебуває під тиском 60 атмосфер (6120 кПа). Вона служить для компенсаційної подачі повітря до американського сегмента станції, що втрачається після процедур виходів у відкритий космос, і для перезарядки скафандрів. Поповнення балонів здійснювалося від шатла, пристикованого до одного з двох герметизованих стикувальних перехідників станції —  PMA-1  або  PMA-2  (PMA — англ. Pressurized Mating Adapter, герметичний стикувальний перехідник). Відповідний газ надходив герметичними магістралях до балонів модуля «Квест», за допомогою кисневого компресора, встановленого в шатлі.
Шлюзовий відсік і стійка з балонами були протестовані компанією Боїнг в {нп|Центр космічних польотів імені Маршалла|Центрі космічних польотів ім. Маршалла|en|Marshall Space Flight Center}} НАСА, розташованому в м. Гантсвілл, штату Алабама.

## Космічнабарокамера

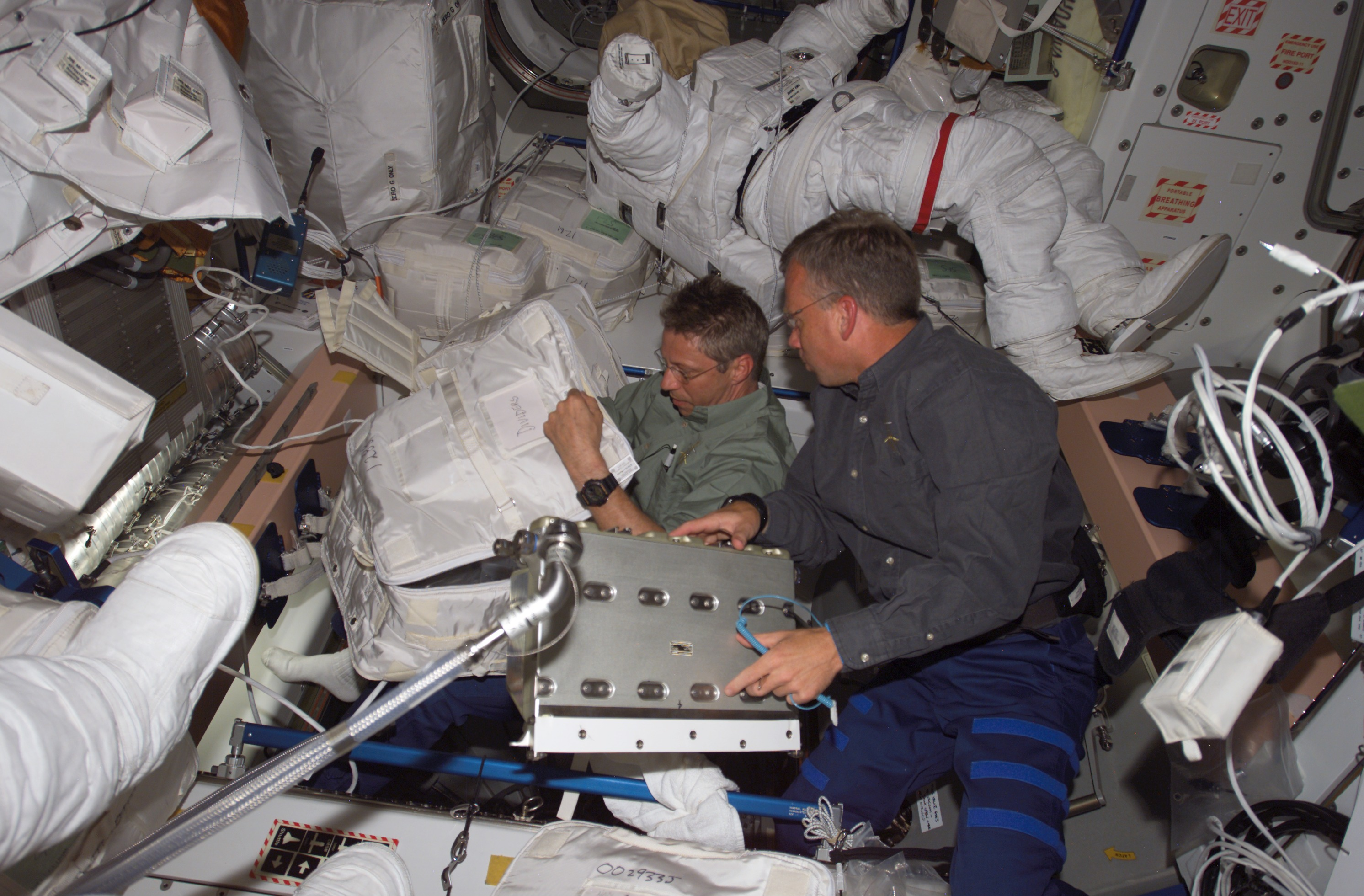
Камера обладнання. Вид зсередини модуля «Квест»

Модуль «Квест» може забезпечити повітряне середовище з пониженим вмістом азоту, в якій космонавти можуть «ночувати» перед виходом у відкритий космос, завдяки чому їхній кровотік очищається від зайвого вмісту азоту, що запобігає кесонній хворобі під час роботи в скафандрі, насиченому киснем, і після роботи, при зміні тиску навколишнього середовища. Раніше, для підготовки до виходів в космос, щоб очистити тканини тіла від азоту, використовувався метод, при якому люди вдихали чистий кисень протягом кількох годин перед виходом.
У квітні 2006, командир експедиції МКС-12 Вільям МакАртур, і бортінженер експедиції МКС-13 Джеффрі Уїльямс, перевірили новий метод підготовки до виходів в космос, «переночувавши» таким чином у шлюзі. Тиск в камері було зменшено від нормального — 1 атм (101 кілопаскалів), до 0,69 атм  (70 кПа). Через помилку співробітника ЦУП, екіпаж був розбуджений на чотири години раніше запланованого терміну, проте тест порахували успішно пройденим. Після цього метод став використовуватися американською стороною на постійній основі перед виходом у космос.

## Параметри модуля
- Матеріал: алюміній.
- Довжина: 5,5 м
- Діаметр: 4 м
- Вага: 6064 кг
- Об'єм: 34 м ³
- Вартість: 164 млн $.

## Деякі факти
Модуль «Квест» був необхідний американцям, оскільки їхні скафандри не відповідали параметрам російських шлюзових камер — мали інші компоненти, інші настройки та інші з'єднувальні кріплення. До установки «Квесту» виходи в космос могли здійснюватися з шлюзового відсіку модуля «Зірка»  тільки в скафандрах «Орлан». Американські скафандри могли використовуватися для виходу в космос тільки під час стикування шаттла до МКС. Стикування модуля «Пірс» додало ще один варіант використання.
Модуль був приєднаний 14 липня 2001 експедицією STS-104. Він був встановлений на правий стикувальний порт модуля «Юніті» до уніфікованого механізму стикування (англ. Common berthing mechanism, уніфікований механізм стикування).
Модуль містить обладнання та розроблений таким чином, щоб працювати зі скафандрами обох типів, проте станом на 2006 рік був здатний функціонувати тільки з американською стороною, оскільки обладнання, необхідне для роботи з російськими космічними костюмами, не було запущено. Внаслідок цього, коли у експедиції МКС-9 виникли проблеми з американськими скафандрами, їм довелося пробиратися на своє робоче місце обхідним шляхом.
21 лютого 2005 через несправність модуля «Квест», викликаної утвореною в шлюзі іржею, космонавти тимчасово здійснювали виходи в космос через модуль «Зірка».